# Techelsberg am Wörther See
Techelsberg am Wörther See (słoweń. Teholica ob Vrbskem jezeru) – gmina w Austrii, w kraju związkowym Karyntia, w powiecie Klagenfurt-Land, położona nad jeziorem Wörthersee. Liczy 2190 mieszkańców (1 stycznia 2015).